# アツキヨ
アツキヨは、佐々木厚（あっちゃん）、中村清美（Kiyo）の2人からなる日本の歌手デュオである。あっちゃんがギターとボーカルを担当し、Kiyoがサインボーカルとボーカルを担当している。
聴覚障がいを持つKiyoが表現するサインボーカルが特徴的である。

## 概要
2001年11月16日、あっちゃんとKiyoが北千住の路上ライブで出会い、活動を開始した。2002年6月7日、「アツキヨ」を正式に結成した。

## メンバー
- あっちゃん（佐々木 厚、3月14日 - ） - 東京都荒川区出身
- Kiyo（中村 清美、6月22日 - ） - 山形県米沢市出身

## 作品

### シングル
1. ごあいさつ/ふりかけの歌（2004年5月21日）
2. kiseki～もうすぐ起こる奇跡を信じて～（2004年11月25日）
3. 僕らをのせたバスは（2005年2月9日）
4. 君の夢を聞けば（2006年5月10日 作詞: 小椋佳）
5. 約束の場所（2008年2月27日）テレビ東京系｢TVチャンピオン2｣テーマ曲

### インディーズCD
1. kiseki～もうすぐ起こる奇跡を信じて～（2003年2月21日）

### DVD
1. みんなのこえが聴こえる（2004年5月21日）

### 書籍
1. みんなのこえが聴こえる（2003年8月24日）

### 校歌
- 茨城県立石下紫峰高等学校 - 佐々木厚が作曲、作詞は山上路夫
- 東京都足立区立江北小学校 - 佐々木厚が作詞・作曲